# Oplurus quadrimaculatus
Oplurus quadrimaculatus är en ödleart som beskrevs av  Duméril och BIBRON 1851. Oplurus quadrimaculatus ingår i släktet Oplurus och familjen Opluridae. IUCN kategoriserar arten globalt som livskraftig. Inga underarter finns listade i Catalogue of Life.